# Marloes Hoitzing
Marloes Hoitzing (Assen, 25 januari 2001) is een Nederlandse handbalster die uitkomt voor het Duitse BSV Sachsen-Zwickau.

## Biografie

### Clubcarrière
Hoitzing begon met handballen bij HV Unitas. Hier speelde ze tot 2013 toen ze op twaalfjarige leeftijd overstapte naar E&O Emmen. Met deze club degradeerde ze in 2018. In het seizoen 2018/19 maakte ze een binnenlandse transfer naar Vlug en Lenig. Aldaar maakte ze haar opwachting in de EHF European Cup. Hoitzing maakte in 2020 de overstap naar het Duitse VfL Oldenburg. Met deze club behaalde ze in het seizoen 2023/24 de finale van de DHB Cup, die werd verloren van SG BBM Bietigheim. In het seizoen 2023/24 maakte Hoitzing de overstap naar competitiegenoot Sport-Union Neckarsulm. Deze club verliet ze na een seizoen voor een overstap naar BSV Sachsen-Zwickau.

### Interlandcarrière
Hoitzing maakte onderdeel uit van meerdere Nederlandse jeugdelftallen.